# Padre Carvalho
Padre Carvalho este un oraș în Minas Gerais (MG), Brazilia.